# NGC 5592
NGC 5592 (другие обозначения — ESO 446-58, MCG -5-34-11, AM 1421-282, IRAS14210-2827, PGC 51428) — галактика в созвездии Гидра.
Этот объект входит в число перечисленных в оригинальной редакции «Нового общего каталога».